# M-V

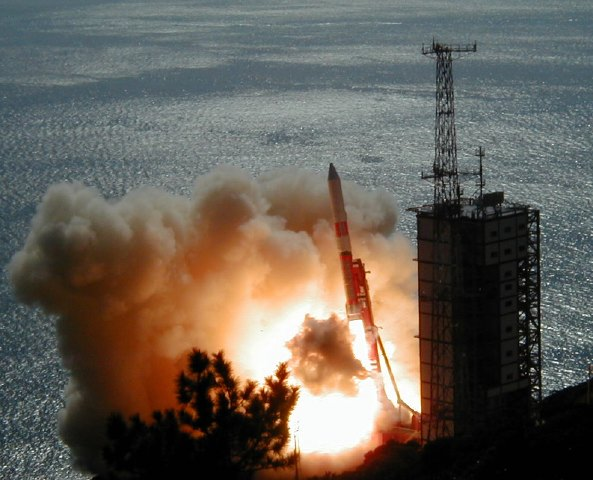
O MV que fez o lançamento fracassado da missão ASTRO-E.

O M-V foi foguete espacial japonês de combustível sólido e três estágios, também conhecido como M-5 ou Mu-5.
O Instituto de Ciência Espacial e Astronáutica (ISAS) japonês começou a desenvolver o M-V em 1990, com um custo de 15 bilhões de ienes. Todos os lançamentos do M-V foram realizados a partir do Centro Espacial de Uchinoura em Kagoshima.
O lançamento do foguete M-V foram dedicados a colocação em órbita de satélites científicos e tecnológicos.

## Histórico de lançamentos
| Data (UTC)                       | Voo   | Carga                                                   | Resultado                              |
| -------------------------------- | ----- | ------------------------------------------------------- | -------------------------------------- |
| 12 de fevereiro de 1997 04:50:00 | M-V-1 | Muses B (HALCA)                                         | Sucesso                                |
| 03 de julho de 1998 18:12:00     | M-V-3 | Planet B (Nozomi)                                       | Sucesso                                |
| 10 de fevereiro de 2000 01:30:00 | M-V-4 | ASTRO-E                                                 | Falha                                  |
| 09 de maio de 2003 04:29:25      | M-V-5 | Muses C (Hayabusa)                                      | Sucesso                                |
| 10 de julho de 2005 03:30:00     | M-V-6 | ASTRO-E2 (Suzaku)                                       | Sucesso                                |
| 21 de fevereiro de 2006 21:28:00 | M-V-8 | ASTRO-F (Akari) CUTE-1.7-APD SSP (vela solar sub-carga) | Sucesso SSP não abriu completamente    |
| 22 de setembro de 2006 21:36     | M-V-7 | Solar-B (Hinode) HIT-SAT SSSat (vela solar)             | Sucesso SSSat falhou após o lançamento |